# Grúz Idol 2019
A 2019-es Grúz Idol (grúzul: Saqartvelos Varskvlavi) egy grúz tehetségkutató verseny volt, melynek keretén belül a zsűri és a közönség kiválasztottaa, hogy ki képviselje Grúziát a 2020-as Eurovíziós Dalfesztiválon.
Változás az előző évadhoz képest, hogy az ország dalát ezúttal nem a döntőben választották ki, hanem egy későbbi időpontban mutuaják be.
A verseny győztese Tornike Kipiani lett, aki az első élő adást kivéve minden héten első helyen végzett összesítésben.

## Meghallgatások
A tehetségkutató meghallgatásai 2019. augusztus 17. és augusztus 31. között zajlottak összesen négy alkalommal, három városban: Batumiban, Kutaisziben és a fővárosban, Tbilisziben. A meghallgatásokat három adásban közvetítették 2019. október 26-án, november 2-án és november 9-én.
| Grúzia Tbiliszi Kutaiszi Batumi | \| Meghallgatások \| Meghallgatások \| \| Dátum \| Város \| \| ------------------------- \| -------------- \| \| 2019. augusztus 17. – 18. \| Tbiliszi \| \| 2019. augusztus 24. \| Kutaiszi \| \| 2019. augusztus 25. \| Batumi \| \| 2019. augusztus 30. – 31. \| Tbiliszi \| |
| Meghallgatások                  | |
| Dátum                           | Város |
| 2019. augusztus 17. – 18.       | Tbiliszi |
| 2019. augusztus 24.             | Kutaiszi |
| 2019. augusztus 25.             | Batumi |
| 2019. augusztus 30. – 31.       | Tbiliszi |

## Zsűritagok
A zsűritagok névsora 2019. október 3-án vált hivatalossá. A négytagú zsűrinek lehetősége volt dönteni arról, hogy melyik versenyző jusson tovább az élő adásokba. Az adások során minden produkciót véleményeztek. 
A zsűri tagjai:
- Tinatin Berdzenishvili – A Grúz Közszolgálati Műsorszolgáltató főigazgatója, több mint 20 éves tapasztalattal rendelkezik a területen.[7] Az EBU nemek közötti egyenlőségre irányuló vezetője.[8]
- David Evgenidze – Dalszerző, a Ranina második évadának zsűritagja.
- Natia Todua –  A The Voice német változatának hetedik évadjának győztese, az Unser Lied für Lissabon részvevője.
- David Aladashvili – Zongorista, A Ranina második évadának zsűritagja.

## Résztvevők
A műsorba való jelentkezés 2019. július 14-én kezdődött. Az élő adásokba továbbjutott tíz előadót 2019. november 10-én jelentették be.

### Az élő adások versenyzői
| – | Veszélyzónás versenyző              |
| – | Kiesett versenyző                   |
| – | Legtöbb szavazatot kapott versenyző |

| Versenyzők         | 1. hét    | 2. hét           | 3. hét           | 4. hét           | 5. hét           | 6. hét           | 7. hét           |
| ------------------ | --------- | ---------------- | ---------------- | ---------------- | ---------------- | ---------------- | ---------------- |
| Tornike Kipiani    | 2. 14.5%  | 1. 19.13%        | 1. 21.17%        | 1. 24.05%        | 1. 29.09%        | 1. 29.09%        | 1. 33.82%        |
| Barbara Samxaradze | 3. 12.91% | 3. 12.11%        | 2. 14.75%        | 2. 15.15%        | 2. 17.75%        | 2. 22.42%        | 2. 31.18%        |
| Tamar Kakalashvili | 1. 16.53% | 2. 15.71%        | 3. 14.64%        | 4. 13.79%        | 4. 13.64%        | 3. 16.20%        | 3. 18.38%        |
| Mariam Gogoberidze | 6. 8.8%   | 6. 8.69%         | 7. 9.91%         | 3. 14.06%        | 3. 13.68%        | 4. 15.28%        | 4. 16.62%        |
| Davit Rusadze      | 4. 11.91% | 4. 10.23%        | 5. 10.01%        | 6. 10.79%        | 5. 13.01%        | 5. 14.22%        | Kiesett (6. hét) |
| Mariam Shengelia   | 5. 10.31% | 5. 8.72%         | 6. 9.98%         | 5. 12.26%        | 6. 12.83%        | Kiesett (5. hét) | Kiesett (5. hét) |
| Anri Guchmanidze   | 7. 8.64%  | 8. 8.64%         | 4. 10.01%        | 7. 9.90%         | Kiesett (4. hét) | Kiesett (4. hét) | Kiesett (4. hét) |
| Nika Kalandadze    | 9. 5.7%   | 7. 8.68%         | 8. 9.53%         | Kiesett (3. hét) | Kiesett (3. hét) | Kiesett (3. hét) | Kiesett (3. hét) |
| Liza Shengelia     | 8. 8.15%  | 9. 8.09%         | Kiesett (2. hét) | Kiesett (2. hét) | Kiesett (2. hét) | Kiesett (2. hét) | Kiesett (2. hét) |
| Merab Amzoevi      | 10. 2.55% | Kiesett (1. hét) | Kiesett (1. hét) | Kiesett (1. hét) | Kiesett (1. hét) | Kiesett (1. hét) | Kiesett (1. hét) |